# Souimanga minule
Cinnyris minullus
Espèce
Statut de conservation UICN

 LC  : Préoccupation mineure
Le Souimanga minule (Cinnyris minullus) est une espèce de passereaux de la famille des Nectariniidae.

## Répartition
Son aire s'étend de manière dissoute à travers l'Afrique équatoriale.

## Sous-espèces
D'après le Congrès ornithologique international, cette espèce est constituée des deux sous-espèces suivantes (ordre phylogénique) :
- Cinnyris minullus amadoni (Eisentraut) 1965 ;
- Cinnyris minullus minullus Reichenow 1899.